# Energy
Energy là một nhóm nhạc nam của Đài Loan được thành lập vào năm 2002. Ban đầu nhóm gồm năm thành viên: Milk, Ady, Toro, Penny và Joe. Toro và Milk lần lượt rời nhóm vào các năm 2003 và 2005. Tiểu Cương gia nhập nhóm nhạc vào giữa năm 2007. Nhóm Energy tan rã năm 2009.

## Lịch sử

### Cover (hát lại)
Energy bỗng dưng nổi tiếng nhờ việc hát lại (cover) nhạc và MV Hàn Quốc vào đầu những năm 2000.
Vì Hàn Quốc và Đài Loan không có quan hệ ngoại giao chính thức, cho nên nhóm nhạc có thể may mắn lựa chọn những ca khúc và video âm nhạc nổi tiếng nhất ở Hàn Quốc và viết một mạch như là của chính họ.
Dưới đây là danh sách chưa đầy đủ các bài hát do Energy cover lại.
| Tên bài hát            | Nghệ sĩ gốc    | Bài hát mới               |
| ---------------------- | -------------- | ------------------------- |
| 1TYM                   | 1TYM           | 1TYM                      |
| More Than Words        | 5tion          | More Than Words           |
| 多愛我一天             | 7 Dayz         | I Do                      |
| 鷹在飛                 | Bad Company    | Never                     |
| BOOM                   | Click-B/Saliva | Break It/Click Click Boom |
| Cowboy                 | Click-B        | Cowboy                    |
| Missing You            | Fly To The Sky | Missing You               |
| Outside Castle         | H.O.T.         | Outside Castle            |
| 無懈可擊               | J.T.L.         | Enter The Dragon          |
| Wei Ri Ji              | K-Pop          | 0.5                       |
| Everything In My Heart | S              | I Swear                   |
| 와줘                   | Se7en          | 某年某月某一天            |
| Come On                | Shinhwa        | Hey, Come On              |
| One Love               | Smax           | One Love                  |
| 愛失空                 | TVXQ           | One                       |
| 내가뭐랬어             | Lee Jung       | 天與地                    |
| Got To Be Real         | CB Mass        | Real                      |
| 창                     | D.O.           | 삐에로                    |
| 最後一次               | F-IV           | Merry Christmas           |

## Thành viên

### Hiện tại
| Nghệ danh | Nghệ danh         | Tên khai sinh     | Tên khai sinh | Ngày sinh         |
| Tiếng Anh | Tiếng Hoa         | Phiên âm Hán-Việt | Chữ Hán       | Ngày sinh         |
| --------- | ----------------- | ----------------- | ------------- | ----------------- |
| Shuwei    | 書偉 (Thư Vĩ)     | Trương Thư Vĩ     | 張書偉        | 4 tháng 11, 1980  |
| KunDa     | 坤達 (Khôn Đạt)   | Tạ Khôn Đạt       | 謝坤達        | 18 tháng 3, 1982  |
| Edy       | 阿弟 (A Đệ)       | Tiêu Cảnh Hồng    | 蕭景鴻        | 21 tháng 7, 1982  |
| Ice       | 小剛 (Tiểu Cương) | Đường Chấn Cương  | 唐振剛        | 13 tháng 10, 1983 |

### Đã rời nhóm
| Nghệ danh | Nghệ danh       | Tên khai sinh     | Tên khai sinh | Ngày sinh        |
| Tiếng Anh | Tiếng Hoa       | Phiên âm Hán-Việt | Chữ Hán       | Ngày sinh        |
| --------- | --------------- | ----------------- | ------------- | ---------------- |
| Milk      | 牛奶 (Ngưu Nãi) | Diệp Nãi Văn      | 葉乃文        | 2 tháng 9, 1979  |
| Toro      |                 | Quách Vĩ Quân     | 郭葦昀        | 2 tháng 10, 1981 |

## Danh sách đĩa nhạc
Album phòng thu
- Energy! Come On! (2002)
- Invulnerable (2003)
- E3 (2003)
- Energy 4 Ever (2004)
- Hey You! (2004)
- Final Fantasy (2005)
- New Generation (2006)
- Born to Be Bad (2007)